# Лікарняна каса
Лікарняна каса (ЛК) — у випадку захворювання забезпечує хворого ліками, допомагає у проведенні лабораторних досліджень, а у разі оперативного втручання — витратними матеріалами. Лікарняні каси можна розглядати як варіант добровільного медичного соціального страхування.

## Правове поле
В Україні — це членська благодійна організація або громадське об'єднання, що функціонує у правовому полі, створеному відповідно до Законів України «Про благодійництво та благодійні організації», «Про об'єднання громадян» та «Основи законодавства України про охорону здоров'я», Указу Президента України № 963/2000 «Про додаткові заходи щодо поліпшення медичної допомоги населенню України» від 08.08.2000 р., Наказу Міністерства охорони здоров'я України № 400 «Про взаємодію лікарняних кас, органів державної влади, органів місцевого самоврядування та закладів охорони здоров'я» від 11.08.2005 р.
Та в суперіч ст.49 Конституції України! (Стаття 49. Кожен має право на охорону здоров'я, медичну допомогу та медичне страхування.
Охорона здоров'я забезпечується державним фінансуванням відповідних соціально-економічних, медико-санітарних і оздоровчо-профілактичних програм.
Держава створює умови для ефективного і доступного для всіх громадян медичного обслуговування. У державних і комунальних закладах охорони здоров'я медична допомога надається безоплатно; існуюча мережа таких закладів не може бути скорочена. Держава сприяє розвиткові лікувальних закладів усіх форм власності.
{Офіційне тлумачення положення частини третьої статті 49 див. в Рішенні Конституційного Суду № 10-рп/2002 від 29.05.2002}
Держава дбає про розвиток фізичної культури і спорту, забезпечує санітарно-епідемічне благополуччя.)

## Статистика
Встановлено, що в державі станом на 01.01.2008 року функціонувало 236 лікарняних кас. З них 57% створені та працюють на основі Закону України «Про благодійність та благодійні організації», 31% — на основі Закону України «Про об'єднання громадян», 12% у своїх статутних документах посилаються на обидва закони. Загальна кількість членів лікарняних кас в Україні в 2007 році становила 858,3 тис. громадян. У структурі членів лікарняних кас за категоріями населення питома вага працюючих становить 65,0% (557,9 тис. осіб); пенсіонерів — 19,3% (165,6 тис. осіб); дітей — 9,2% (79,0 тис. осіб); інших категорій — 6,5% (55,8 тис. осіб). У порівнянні з 2001 роком структурний склад членів лікарняних кас суттєво не змінився, хоча спостерігається певне зменшення питомої ваги працюючих (із 75% у 2001 р. до 65% у 2007 р.), збільшення питомої ваги пенсіонерів (із 16% у 2001 р. до 19,3% у 2005 р.) та дітей (з 3% у 2001 р. до 9,2% у 2007 р.). Перебування громадян у лікарняних касах має тенденцію до збільшення, і вони є привабливими перш за все для соціально незахищених верств населення. Досліджено, що за 2007 рік сумарний обсяг коштів, акумульованих лікарняними касами, склав 50,6 млн грн., що перевищує показник 2001 року майже в 4 рази (2001 р. — 13 млн грн.).
Розмір витрат лікарняних кас у цілому по Україні становив майже 50,0 млн грн., що становило 96,8% від загального обсягу акумульованих коштів, у тому числі: на придбання медикаментів — 78,6%; на придбання виробів медичного призначення — 4,6%; на ведення справ та утримання кас — 12,8%; інші витрати — 4,0%.

## Роль
В Україні продовжувала розвиватися система лікарняних кас (ЛК) — як додаткове джерело фінансування сфери охорони здоров'я за рахунок солідарно накопичених цільових персоналізованих внесків юридичних і фізичних осіб. ЛК стали одним із напрямів реформування системи охорони здоров'я, що виник як реакція населення на обмежені можливості державного фінансування щодо забезпечення якісної та доступної медичної допомоги. Сьогодні ЛК отримали друге дихання як громадські об'єднання, що готові самостійно на засадах громадсько-солідарної участі забезпечувати доступною і якісною медичною допомогою своїх членів. Створення ЛК у вигляді самостійних структур визначає можливості контролю за використанням коштів та якістю медичного обслуговування. У своїй діяльності ЛК використовують страхові технології, що значно знижує фінансові затрати населення під час звернення за медичною допомогою.
Лікарняні каси стали ініціаторами створення і реалізації в Україні Формулярної системи. Перший лікарський формуляр (ЛФ) вийшов у 2000 році в Житомирській області за підтримки американського проекту «Раціональний фармацевтичний менеджмент». З ініціативи ЛК відбулося його втілення в практичну площину. ЛФ став інформативним документом кожного лікаря Житомирщини.
На даний час в Житомирі надруковано 6 видань Фармацевтичного формуляру.
З 2003 року працює Благодійна організація «Лікарняна каса Полтавщини» [Архівовано 25 жовтня 2010 у Wayback Machine.], яка використовує п'яте видання Фармацевтичного формуляру [Архівовано 19 листопада 2016 у Wayback Machine.].

## Історія
Понад 10 років в Україні діють ініціативи населення, яке шляхом об’єднання сформувало мережу лікарняних кас (ЛК) у формі добровільних благодійних та громадських організацій і на солідарній основі розв’язує питання фінансування певної частини медичної допомоги.
Вітчизняне медичне страхування зародилося в південній частині України наприкінці 80-х – на початку 90-х років XIX ст. У цей час прогресивна частина підприємців Одеси почала страхувати своїх робітників від нещасних випадків на виробництві у приватних загальнострахових товариствах. Згодом страхування поширилося на всі промислові центри Херсонської губернії. З часом виявилося, що така комерційна форма добровільного страхування у приватних страхових компаніях загалом невигідна. Тому серед підприємців виникла ідея активної підтримки фабричної інспекції, до компетенції якої входили соціальні питання на виробництві, запровадження власного добровільного взаємного страхування на некомерційній основі.
Першим промисловим підприємством в Україні, де в 1870 р. була створена лікарняна каса, став адміралтейський завод «Россуд» у м. Миколаєві. Саме тут підприємці уклали першу в Україні угоду для надання медичної допомоги з Миколаївським військово-морським шпиталем. Згідно з угодою про медичне забезпечення робітникам заводу надавалася медична допомога у разі нещасних випадків, а відшкодування витрат здійснювалося через лікарняну касу за рахунок підприємства. 
Наприкінці XIX та на початку XX ст. запровадження медичного страхування як частини системи соціального страхування стало невід'ємною частиною вимог політичного робітничого руху в Україні. 
Після революційних подій 1905 р. Царський уряд почав розробку закону про соціальне страхування й одночасно, не чекаючи прийняття цих законів, дозволив робітникам організовувати лікарняні або ощадні каси забезпечення. Нормативна база та статут про діяльність лікарняних кас були затверджені прийнятим у 1912 р. законом «Про соціальне страхування на випадок хвороби». Джерелами фінансування лікарняних кас стали внески робітників (членів лікарняних кас) та виплати промисловців. 
У 1913 р. завдяки внесеним доповненням до статуту адміністрація ЛК отримала право організовувати лікарні, амбулаторії, санаторії, аптеки. Взаємовідносини ЛК з лікарями будувалися на договірній основі або шляхом зарахування спеціалістів на постійну роботу. У ці роки спостерігалася тенденція до збільшення кількості ЛК та їх об'єднань. Спілки ЛК були менш залежні від підприємців, мали у розпорядженні значно більші статутні та резервні кошти, організовували надання амбулаторної та стаціонарної допомоги, екстреної медичної допомоги.
У перші роки існування радянської держави система страхової медицини була збережена. Більше того, вийшли Декрети Ради народних комісарів, направлені на укріплення матеріального та юридичного становища ЛК, котрими керувалися і в Україні. За роки громадянської війни і розрухи, коли державна, земська і міська медицина майже повністю занепали, страхова медицина досить ефективно продовжувала функціонувати. Згодом у процесі одержавлення страхових організацій ЛК в Україні були повністю ліквідовані. У 1933 р. система соціального страхування втратила самостійність унаслідок передання питань страхування до компетенції профспілок та поступово позбулася складової медичного страхування.
На Галичині «Каса хворих» вперше була створена у 1889 році. Згідно законів Австро-Угорщини, ця організація забезпечувала своїх членів безкоштовним медичним обслуговуванням та утриманням на час хвороби. В подальшому, у 1920 році – після розпаду Австро-Угорської імперії, в Польщі виникають окружні каси хворих, об’єднані у вседержавну спілку. Найстарішою та найбільшою з них була окружна каса хворих у Львові, діяльність якої поширювалася на Східну та Західну Галичину. 
Однією з перших країн, де було запроваджене медичне страхування є Німеччина. Обов'язкове медичне страхування в Німеччині є традицією, воно стало основою організаційної структури медичного обслуговування ще з моменту прийняття Акта Бісмарка про медичне страхування у 1883 р. У 1885 р. обов'язкове медичне страхування забезпечувало медичний захист лише 10% населення. Як і соціальне страхування, медичне страхування поступово розширювало сферу свого покриття, включаючи все більше різних груп.
Типовою рисою німецької системи медичного страхування є те, що уряд не бере на себе відповідальність за фінансування охорони здоров’я (за винятком деяких його сегментів), а створює умови для функціонування фондів медичного страхування та контролює їх діяльність. Головними учасниками системи є державні лікарняні каси, що об’єднують понад 89% населення держави. Членство в лікарняних касах є обов'язковим для всіх найманих працівників.

## Асоціація працівників лікарняних кас України
На сьогодні лікарняні каси нашої держави об'єднані у Всеукраїнську громадську організацію (ВГО) "Асоціацію працівників лікарняних кас України", що була створена 26 липня 2007 року. В м. Києві відбулися установчі збори ВГО “Асоціація працівників лікарняних кас України” (надалі – Асоціація), на яких були присутні Засновники – Парій В. Д., Куроєдов Л. Ф., Артюх Н. М., а також делегати від 15 місцевих осередків, таких як Кіровоградський, Миколаївський, Житомирський, Полтавський, Донецький, Сумський та ін. Метою діяльності "Асоціації працівників лікарняних кас України" є задоволення та захист соціальних, професійних та інших спільних інтересів членів організації, сприяння інтеграції лікарняних кас України, підвищення професійного рівня працівників медичної галузі та ЛК. Між Всеукраїнською громадською організацією «Асоціація працівників лікарняних кас України» та Федеральним об’єднанням місцевих лікарняних кас Німеччини (AOK Bundesverband)  [Архівовано 21 вересня 2007 у Wayback Machine.]в рамках спільних дій міністрів охорони здоров’я Німеччини і України був підписаний меморандум про співпрацю в галузі охорони здоров’я  . В результаті спільних зусиль країн Європи обидві сторони спрямовані на співпрацю в сфері соціальної політики і організації основоположних питань охорони здоров'я. Це включає в себе обмін інформацією, обмін досвідом у сфері організації і реформування сфери охорони здоров’я обох країн. У майбутньому ймовірний обмін інформацією і набутим досвідом у сферах створення і розвиток структури, освіта і кваліфікація персоналу, оптимізація медичного забезпечення і профілактика здоров’я, поліпшення якості медичних послуг
створення і розвиток системи заключення договорів між покупцями і  постачальниками медичних послуг, в тому числі механізми оплати і стимулювання праці, комп’ютерна технологія та управління якістю. 
Членами "Асоціації працівників лікарняних кас України" є ЛК з 16 регіонів України. 
ВГО ”Асоціація працівників лікарняних кас України” сприяє відпрацюванню системи двосторонніх угод між лікарняними касами, які функціонують у державі. Завдяки цьому члени лікарняних кас у різних регіонах України можуть отримувати необхідну медичну допомогу в рамках програм медикаментозного та діагностичного забезпечення.
- Всеукраїнська громадська організація (ВГО) «Асоціація працівників лікарняних кас України»  [Архівовано 14 травня 2010 у Wayback Machine.]

### Члени Асоціації
- Лікарняна каса Житомирської області  [Архівовано 2 лютого 2009 у Wayback Machine.]
- Лікарняна каса Полтавщини  [Архівовано 25 жовтня 2010 у Wayback Machine.]
- ЧБО "Лікарняна каса «Азовсталь»
- Ямпільське районне об'єднання громадян «Здоров'я»
- Шахтарська МГО «Лікарняна каса»
- Сумська РБО «Лікарняна каса»
- Недригайлівська районна лікарняна каса
- ЧБО «Міська лікарняна каса» Донецької обл.
- Рівненська МГО «Лікарняна каса працівників хімічної промисловості»

та інше